# کاپتوپریل
کاپتوپریل (به انگلیسی: Captopril)
رده درمانی= کاهنده فشار خون. مهارکننده آنزیم تبدیل کننده آنژیوتانسین (ACEI)
اشکال دارویی: قرص

## موارد مصرف
کاپتوپریل برای درمان علامتی فشارخون بالا (به خصوص در نارسایی قلب) بکار می‌رود. امروزه این دارو در بیماران دچار ایسکمی قلبی نیز استفاده می‌شود.این قرص بصورت زیر زبانی نیز در بیمارانی که فشار خونشان بسیار زیاد است تجویز می شود.

## مکانیسم اثر
کاپتوپریل با مهار آنزیم تبدیل کننده آنژیوتانسین، از تبدیل آنژیوتانسینI به آنژیوتانسینII جلوگیری می‌کند. آنژیوتانسین II یک میانجی پرقدرت است که موجب تنگ شدن رگ‌های خونی و احتباس سدیم و آب در بدن می‌شود.
- دو گروه اصلی آنتاگونیست‌های آنژیوتانسین عبارتند از: مهارکننده هایACE (مثل انالاپریل و کاپتوپریل) و بلوک کننده‌های رسپتور آنژیوتانسینII، البته گروه مهارکننده هایACE، مثل کاپتوپریل کاربرد بیشتری دارند و ACEکینازII و پپتیدیل دی پپتیداز را مهار می‌نمایند که سبب کاهش تولید آنژیوتانسینII و نتیجتاً کاهش آلدوسترون و افزایش اثر وازودیلاتورهای آندوژن از گروه کینین مانند برادی کینین می‌شوند.

## موارد منع مصرف
مصرف کاپتوپریل در دوران بارداری منع مصرف نسبی دارد. همچنین ای دارو باید افرادی با مشکلات کلیوی، بیمارانی که از داروی سرکوب‌کننده سیستم ایمنی استفاده میکنند و بیمارانی که از دارو های احتباس کننده پتاسیم استفاده میکنند با احتیاط مصرف شود. 
هشدار: در صورت مشاهده علائمی مانند خارش گلو، سرفه های خشک و نا موثر و تنگی نفس، مصرف کاپتوپریل باید متوقف شود.( میتواند علامت حساسیت به این دارو باشد.)

## عوارض جانبی
کاهش زیاد فشارخون، سرگیجه، سرفه خشک، هایپرکالمی، ناتوانی جنسی، شب ادراری، تکرر ادرار، از دست دادن قدرت چشایی، تهوع، استفراغ،اسهال، خشکی دهان و بی‌خوابی از عوارض جانبی مصرف این دارو است.